# Imbusch-Platz (Bochum)
Der Imbusch-Platz ist einer der größten Plätze in der Bochumer Innenstadt. Eine Bedeutung in der Stadtgeschichte hat er unter anderem, da hier 1933 die Bücherverbrennungen in Bochum stattfanden.

## Geschichte
Die Fläche des heutigen Platzes lag bis in die 1850er Jahre auf unbebauter Fläche, als Wiedenhöfer Breite bezeichnet, westlich der bebauten Stadtfläche. Durch die Ausdehnung der Stadt in der Industrialisierung und den am westlichen Stadtrand gelegenen Werk des Bochumer Vereins und der Zeche Präsident neben Wohnhäusern entstand mehr Bebauung und langsam eine Platzsituation. Es wurden in der Zeit auch markante Bauten errichtet. Die Eisenhütte Heintzmann hatte hier schon früh ihr Fabrikationsgelände. Das Verwaltungsgebäude von 1889 existiert noch heute. Auch das heute noch als Firmensitz existierende Gebäude einer katholischen Schule wurde in der Zeit gebaut. Bedeutend war auch der Bau des Redemptoristenkloster „Maria Hilf“ in dem Jahr 1868. Es war ein wichtiger Ort der seelsorgerischen Betreuung der im Ruhrgebiet lebenden Polen. Eine weitere katholische Einrichtung wurde 1886 hier gegründet, das „St. Vinzenz Säuglings- und Waisenheim“ des Ordens der Barmherzigen Schwestern des hl. Vinzenz von Paul.
1888 wurde dem Platz den Namen „Kaiser-Friedrich-Platz“ gegeben, in Erinnerung an den Deutschen Kaiser Friedrich III., welcher in dem Jahr gestorben war. Der große Platz diente auch als einer der Marktplätze in der rasant wachsenden Stadt.
Bereits 1929 nutzte die NSDAP unter dem Gauleiter Josef Wagner den großen Platz für ihre politischen Aktivitäten und Aufmärsche.
Bei der Machtübergabe an Adolf Hitler am 30. Januar 1933 feierten hier die Anhänger des Nationalsozialismus.
Auf dem Platz wurde von der Bochumer Hitlerjugend am 9. Juni 1933 eine öffentliche Bücherverbrennung abgehalten.  Dabei wurden die Schriften von unliebsamen Autorinnen und Autoren aus öffentlichen und privaten Bibliotheken zusammengetragen und unter großen Pomp verbrannt. Auch einige der Bochumer Zeitungen wurden verbrannt. So sind die Ausgaben des Bochumer Anzeigers bis zum 30. Januar 1933 verbrannt worden. In einer Rede wurde gesagt, dass der Bochumer Anzeiger „… in fetter Spießbürgerlichkeit zu feige war, auch nur ein einziges Mal in den Jahren des Kampfes um die Macht für das erwachende Deutschland eine Lanze zu brechen.“
Von 1938 war der Name „Platz der S.A.“. Hier fanden auch die jährlichen Kundgebungen zum „Feiertag der nationalen Arbeit“ statt. Zum Beginn des Zweiten Weltkrieges wurde auf dem Platz einer der Bochumer Tiefbunker angelegt. Während des Krieges wurden viele Bauten auf und an dem Platz zerstört. Bei einem Luftangriff im Rahmen des Battle of the Ruhr am 26. Juni 1943 wurde das Waisenhaus zerstört. 65 Kinder und 6 Erwachsene starben.
Nach einer kurzen Phase als Friedrichsplatz (1945–1947) wurde der Ort am 27. Juni 1947 als Imbuschplatz nach Heinrich Imbusch benannt. In dem Jahr wurden etliche Straßen und Plätze (z. B. Husemannplatz, Romanusplatz, Schmidtstraße, Springerplatz …) nach Bochumer Gegner und Opfern der NS-Zeit benannt.
Auch nach dem Krieg fand hier weiterhin Markt statt. Durch die Anlage des Westringes wurde der Platz in der Mitte geteilt. Somit wurde der Platz in zwei ungleiche Teile getrennt und verlor seinen imposanten Charakter. Auf dem westlichen Teil fand noch Markt statt, auf dem Platz zwischen dem Ring und dem Heintzmann Gebäude wurde in den 1950er eine Grünfläche angelegt.
Auf der östlichen Seite des Platzes befand sich die Verwaltung und ein Teil der Firma Heintzmann. Die Fläche wurde im Dezember 1981 im Rahmen der Auseinandersetzungen um ein unabhängiges Kulturzentrum von Jugendlichen und der autonomen Szene besetzt. Es war die vierte ehemalige Fabrikationshalle die als „BO-Fabrik“ besetzt wurde. Am 10. Februar 1982 wurde das Gelände geräumt, und direkt danach abgebrochen. Auf der Firmenfläche wurde sozialer Wohnungsbau errichtet. Das Verwaltungsgebäude hatte eine sehr wechselvolle Geschichte, unter anderem als Suppenküche und Standort des Obdachlosenmagazin bodo.

## Heutiger Charakter
Das nach Kriegszerstörung neu und schlichter aufgebaute Waisenhaus ist unter anderer Trägerschaft mit neuen Namen immer noch eine Einrichtung der Jugendhilfe. In der ehemaligen Kapelle des Waisenhauses befindet sich heute das Autorentheater Zeitmaultheater. Das Kloster wurde 2011 aufgegeben und im Jahr 2012 abgerissen. An der Stelle wurde ein Altenstift errichtet. Einzelne Bauelemente erinnern noch an das Kloster. Die ehemalige Schule dient nun als Sitz einer Marktforschungsfirma. In dem ehemaligen Verwaltungsgebäude Heintzmann ist heute das Stadtteilprojekt KO-Fabrik. Vor dem Gebäude wurde die Straße verkehrsberuhigt, auf dem Platz Hochbeete angelegt und andere Maßnahmen getroffen, um den Teil der Stadt aufzuwerten.
Im November 2021 wurde einer Erinnerungstafel zur Geschichte des Platzes eingeweiht.